# Laura Bergt
Laura Bergt (de soltera Beltz) (1 de octubre de 1940 - 14 de marzo de 1984) fue una atleta, modelo, política y activista estadounidense para el Iñupiat y otros nativos de Alaska. Nacida en el distrito ártico del noroeste de Alaska de padres birraciales, creció en Nome y Kotzebue antes de asistir a la escuela secundaria en Sitka. Involucrada en el movimiento olímpico nativo, fue nueve veces ganadora del evento de lanzamiento de mantas del círculo polar ártico y se desempeñó como presidenta de los Juegos Olímpicos Mundiales Indios Esquimales en 1966. Trabajó como promotora para el nuevo estado de Alaska asistiendo a ferias comerciales y haciendo apariciones de marketing como aspokeswoman e invitada en programas de radio y televisión. Desde la década de 1960, trabajó en varios puestos políticos a nivel tribal, local, estatal y nacional para abordar cuestiones como la discapacidad, la educación, las oportunidades de empleo, la vivienda y la pobreza, y promover los derechos de los pueblos indígenas.
En 1968, Bergt testificó ante la Cámara de Representantes de los Estados Unidos sobre la importancia de resolver las reclamaciones nativas para proporcionar fondos adecuados para el desarrollo de programas para abordar los problemas tribales y proteger los derechos indígenas de caza y pesca. Su relación personal con el vicepresidente Spiro Agnew y su nombramiento en 1970 para el Consejo Nacional de Oportunidades Indias fueron fundamentales para obtener la aprobación de la Ley de Liquidación de Reclamaciones Nativas de Alaska en 1971. En 1972, fue nombrada por el presidente Richard Nixon para formar parte de un comité asesor de políticas nacionales de líderes indígenas, y en 1975 participó en el Comité Asesor Nacional de Salud de 15 miembros. También fue comisionada de la Junta de Artes y Oficios de la India de 1976 a 1978 y fue miembro del Consejo del Bicentenario de los Estados Unidos del presidente Gerald Ford.
A nivel estatal, Bergt fue fundamental para presionar por la creación de escuelas para enseñar a los niños con discapacidades y preservar las artes nativas. Sirvió en varias iniciativas de vivienda y desarrollo rural y presidió el Comité Mundial de los Juegos Olímpicos Esquimales de las Indias en 1966 y 1967. Fue elegida en 1973 para un mandato en la Asamblea del Municipio del Ayuntamiento de Fairbanks. El dormitorio de chicas de segundo año en su alma mater, la escuela secundaria Mt. Edgecumbe, lleva su nombre en su honor y fue la ganadora inaugural del Premio Frank Whaley, que reconoce el servicio sobresaliente a los Juegos Olímpicos Esquimales. En 2015, fue incluida en el Salón de la Fama de las Mujeres de Alaska.

## Vida
Laura Mae Beltz, cuyo nombre Iñupiat era "Mumiak",nació el 1 de octubre de 1940, en Candle, Alaska, de padres Iñupiat-alemanes, Fredrica "Rica" (de soltera Reich) y Bert Beltz.Su abuela materna, Mamie, era una canadiense de las Primeras Naciones, que se casó con Louis Reich, un ballenero alemán. Operaban un puesto comercial en Kotzebue.Su abuela paterna, Susie, era nativa de Alaska, que se casó con un minero holandés de Pensilvania, John Skyles "Jack" Beltz. Su padre era piloto de arbustos y hermano del senador territorial de Alaska William Beltz. Beltz creció en Nome y Kotzebue, donde asistió a la escuela primaria. Se graduó de la Internado de Mt. Edgecumbe en Sitka.

## Carrera

### A principios de la carrera, promoción de Alaska (1957-1969)
Después de la graduación, Beltz trabajó como secretario del gerente de la estación de Kotzebue de Alaska Airlines, Neil Bergt. Nació en Taoba, Washington, pero se crio y estudió en Anchorage antes de convertirse en piloto.La pareja se casó el 5 de noviembre de 1958 en Kotzebuey tuvo a su hija Debra Lynne en octubre de 1959. Vivieron brevemente en Point Barrow antes de mudarse a Nome. En agosto de 1959, Bergt apareció en la portada de Holiday promocionando un artículo destacado de la revista centrado en la reciente estadidad de Alaska. La exposición le dio reconocimiento internacional y fue invitada a varias apariciones invitadas en televisión, incluyendo en la serie High Adventure de Lowell Thomas, The Donald O'Connor Show y The Ed Sullivan Show. En octubre de 1960, dio a luz a gemelos, Michael Alan y Karen Gail, en Fairbanksy su hijo menor, Bryan, nació en 1965. Ese año, Neil se convirtió en socio de Interior Airways, donde Bergt trabajó a tiempo parcial como azafata.
En 1964, Bergt fue elegida como miembro de la comisión nacional de Alaska para los Jóvenes Republicanos, en el que sirvió hasta 1966.También se desempeñó como oficial en la recién fundada Asociación de Nativos de Cook Inlet.[Trabajó como secretaria de la Cámara de Comercio de Fairbanks y, en 1967, fue nombrada por la cámara para servir como presidenta del comité coordinador de los Juegos Olímpicos Mundiales de las Indias Esquimales.Bergt fue un competidor en los juegos, habiendo ganado el lanzamiento de la manta nueve veces en 1969.[Fue reelembrada presidenta en 1967 y, al mismo tiempo, nombrada por el gobernador Walter Hickel para servir en el Grupo de Trabajo de Reclamaciones Nativas y en el Grupo de Trabajo Especial sobre Cuestiones de Vivienda Indígena.En 1967, la familia se trasladó de Fairbanks a Anchorage, cuando Neil se hizo cargo de la gestión de la oficina allí para Interior Airways.
Desde 1968, Bergt trabajó con la junta de turismo, el Consejo de Negocios de Alaska y la Asociación de Petróleo y Gas de Alaska, entre otras organizaciones, para promover el estado, viajando a Costa Mesa, Century City y Los Ángeles, California, para la Feria anual de Viajes y Comercio de Alaska.En estos eventos, hizo apariciones públicas en reuniones cívicas y fraternales, transmitió por televisión y radio, demostró eventos deportivos y de habilidades nativos, y modeló la moda tradicional y las artes y artesanías. Promovió los alimentos y la cultura de Alaska, pero también habló sobre temas para los nativos de Alaska, como las altas tasas de mortalidad; la ecología y la protección del medio ambiente; las luchas de vivienda, incluida la falta de electricidad, saneamiento y agua corriente; y las limitadas oportunidades educativas. En 1969, los Bergts regresaron a Fairbanks, cuando Neil fue ascendido a presidente de Interior Airways.Bergt trabajó como gerente de la oficina de la Federación de Nativos de Alaska y secretario de Emil Notti, presidente de la federación. También trabajó para el Tundra Times y se desempeñó como directora en el periódico.En marzo de 1970, asistió a la Expo '70 en Japón para promocionar Alaska.

### Asuntos nativos, reclamaciones de tierras (1968-1972)
Bergt con funcionarios del Consejo Nacional de Oportunidades Indias en la oficina del Vicepresidente de los Estados Unidos, 1970
En 1968, Bergt se desempeñó como miembro de la Junta Asesora Estatal de Turismo, formó parte del Comité Estatal de Alaska para la Infancia y la Juventud, la Salud y el Bienestar (capicapimento estatal de la Conferencia de la Casa Blanca sobre Niños y Juventud), y fue nombrado miembro de la Junta de la Autoridad Estatal de Vivienda de Alaska.La junta fue responsable de gestionar el programa conjunto estado-federal para mejorar la vivienda en las aldeas rurales. El mismo año, formó parte de la primera delegación en comparecer ante el Subcomité de Asuntos Indios de la Cámara de Representantes de los Estados Unidos con respecto al acuerdo entre la Comisión de Reclamaciones India y las demandas nativas. Las reclamaciones se derivaron de las disputas sobre la propiedad y el acuerdo equitativo pagado por los gobiernos estatales y federales por tomar tierras nativas tradicionales. El asentamiento fue crítico, ya que los nativos pedían que se utilizaran cantidades monetarias para el desarrollo del capital, la creación de aldeas propias y la protección de sus derechos de caza y pesca en tierras federales.Desde 1966, Stewart Udall, Secretario del Interior, había detenido cualquier patente de tierras estatales, lo que afectó a los arrendamientos de petróleo y gas propuestos para el Sistema de Oleoductos Trans-Alaska, hasta que se resolvieran las reclamaciones nativas. Para el estado, esto significó una pérdida sustancial de ingresos. En su testimonio, Bergt hizo hincapié en que, a pesar de los programas gubernamentales, había instalaciones médicas y servicios de salud inadecuados, dificultades de comunicación con aldeas remotas, viviendas y saneamiento deficientes, y pobreza extrema entre los pueblos indígenas.También testificó en 1969 ante el subcomité pidiendo la creación de corporaciones tribales que permitieran a los nativos controlar y gestionar su propio desarrollo y recursos.
Bergt fue invitada a asistir a la toma de posesión del presidente Richard Nixon, quien la nombró para unirse al Consejo Nacional de Oportunidades Indias (NCIO) en agosto de 1970 para un mandato de dos años.El NCIO fue presidido por el vicepresidente Spiro Agnew, a quien había conocido en 1968 durante su campaña de viaje en Alaska. Ese año, el internado Mt. Edgecumbe nombró el dormitorio de niñas de segundo año en su honor. El 8 de julio de 1970, Nixon pronunció un discurso invirtiendo la política gubernamental de terminación tribal a favor de permitir su autodeterminación.Las negociaciones entre el NCIO y el gobierno produjeron siete proyectos de ley para octubre para modificar los roles federales y estatales con respecto a los nativos. Uno permitió a las autoridades nativas demandar al gobierno federal si sus intereses en los recursos naturales se dañaban o se ve en peligro por acciones gubernamentales. Otro permitía los préstamos federales a las autoridades tribales, mientras que un proyecto de ley dio a las tribus la capacidad de gestionar programas y servicios federales, como proyectos de salud, bienestar y educación para sus comunidades. Otros dos permitieron a los pueblos indígenas transferir su estado de servicio civil si cambiaban de programas federales a programas tribales y controlar el ganado que invadió sus tierras.El discurso también dio lugar a la planificación de una conferencia para discutir los proyectos de ley del Congreso Nacional de Indios Americanos en marzo de 1971 en Kansas City, Misuri.
Bergt dando un beso esquimal al vicepresidente Spiro Agnew, 197. 
Durante la conferencia de Kansas City, Bergt enseñó a Agnew a besar a esquimal. El beso se dio a conocer ampliamente, y el líder de Tlingit, John Borbridge Jr., la miraba, dijo: "cada uno de esos besos valía un millón de acres" para los nativos de Alaska.Bergt también instó a Agnew a reunirse con los líderes nativos y los funcionarios del Departamento del Interior, que se acordó que se celebraría el 12 de marzo. Entre los presentes estaban Agnew; Bergt; Raymond C. Christiansen, senador del estado de Alaska; Al Ketzler, presidente de la Conferencia de Jefes de Tanana; Don Wright, presidente de la Federación de Nativos de Alaska; Fred Bracken, asesor legal del Departamento del Interior; Harrison Loesch, secretario adjunto del Interior; y Boyd Rasmussen, en representación de la Oficina de Administración de Tierras.Desde la perspectiva de los nativos, según Bergt, la reunión marcó un punto de inflexión en las negociaciones, ya que a partir de entonces las autoridades gubernamentales permitieron que sus abogados participaran en la redacción de proyectos de ley y obtuvieron una comprensión clara de sus demandas de tierras y compensación.El Movimiento Indio Americano, la presión de las compañías petroleras y la continua defensa de los nativos, dieron lugar a la aprobación de la Ley de Liquidación de Reclamaciones Nativas de Alaska en 1971. Bergt utilizó su relación personal con Agnew para seguir presionando para centrarse en la financiación de las iniciativas de formación educativa de los pueblos indígenas durante el período posterior al asentamiento.

### Carrera posterior (1972-1983)
Después de que expirara su nombramiento de dos años en el NCIO, Nixon le pidió que sirviera en un comité nacional de seis miembros de líderes indígenas, que incluía a Frank Belvin (Choctaw) de Muskogee, Oklahoma;Harold Shunck (Yankton-Sioux) de Rapid City, Dakota del Sur;Neal Rainer (Taos Pueblo) de Albuquerque, Nuevo México;y John Seneca (Seneca) de Washington D. C. La junta asesora debía centrarse en priorizar y asesorar a Nixon sobre las necesidades de los nativos americanos. Entre las muchas iniciativas locales de Bergt se encontraban la promoción de la formación textil y de cría de animales, las propuestas de vivienda y el empleo de los nativos de Alaska en el Sistema de Oleoductos Trans-Alaska. También trabajó en iniciativas para promover la atención a los niños con discapacidades, incluida la prestación de servicios de vivienda y rehabilitación.En 1972, comenzó a presionar a la legislatura para que financiara escuelas para niños con necesidades físicas y mentales especiales, ya que no había tales instalaciones en el estado. Abogó por el establecimiento de tres escuelas regionales para proporcionar educación especializada a los niños que tenían discapacidades de aprendizaje o eran ciegos o sordos.Fue llamada a una audiencia sobre el asunto y el gobernador William Egan la nombró para servir en el Grupo de Trabajo para personas con discapacidad auditiva.También la seleccionó como miembro de la Comisión de Asuntos Rurales.
En marzo de 1973, Bergt fue nominado por Egan para ocupar el escaño vacante de Don Young en el Senado de Alaska.Los miembros del Partido se negaron a respaldar su candidatura, rechazándola porque el nombramiento no siguió los protocolos establecidos de provenir de la lista prospectiva proporcionada por el Comité del Distrito Republicano de Fairbanks. Después del rechazo inicial, Egan volvió a presentar su nombre para ocupar el escaño y el Senado rechazó el nombramiento por segunda vez. En mayo, Egan nombró a Bergt para formar parte de la Junta de Reatribución, que había sido ordenada por el Tribunal Supremo de Alaska para establecer un plan permanente para la redistribución de la votación de acuerdo con la constitución estatal. Bergt fue elegido para servir en octubre de 1973 en la Asamblea del Ayuntamiento de Fairbanks en representación del Municipio de North Star. No buscó la reelección cuando expiró su mandato de tres años en la Asamblea del Borough.
Bergt fue seleccionado en 1973, como parte de la Junta de Regentes del Instituto de Artes Indígenas Americanas en Santa Fe, Nuevo México.En 1974, comenzó a trabajar para la Junta Federal de Artes y Oficios de la India en un estudio para determinar la viabilidad de establecer un instituto de artes para los nativos de Alaska. También estaban en el comité Mary Jane Fate y el autor Thomas Richards, Jr.Viajaron por todo el estado para evaluar si la preservación cultural debería centrarse en las artes tradicionales o contemporáneas, los posibles lugares para una instalación y las opciones de alojamiento para estudiantes, y si los planes de estudio también deberían incluir cursos de marketing y formación tecnológica. Con la ayuda de Howard Rock del Tundra Times, el comité pudo asegurar fondos federales para establecer el Instituto de Artes Nativas de Alaska.
En 1975, Bergt fue nombrado por el Secretario de Salud y Servicios Humanos Caspar Weinberger, para formar parte del Comité Asesor Nacional de Salud de 15 miembros.Ese año, también fue nombrada por el presidente Gerald Ford para servir en el Consejo del Bicentenario de los Estados Unidos para planificar las celebraciones de 1976 en honor al 200 aniversario de la Revolución Americana.Fue seleccionada en mayo de 1976, para un mandato de dos años como comisionada de la Junta de Artes y Oficios de la India del Departamento del Interior. En diciembre, fue nombrada miembro del Comité Ejecutivo de Organización para la Gestión de los Recursos de Alaska.
En su vida posterior, Bergt continuó trabajando con la Junta Asesora Estatal de Turismo, sirvió en las juntas de muchas organizaciones e hizo numerosas apariciones públicas.Apareció en The Tonight Show Starring Johnny Carson tres veces,y en un memorable episodio de 1973 presentó a Carson un oosik, el órgano reproductivo de un morsa masculino, causando un silencio asombrado de Carson y mucha diversión para el público. También se llevó al senador de Nueva York James L. Buckley en una expedición ballenera a Point Hope e hizo numerosas apariciones con la activista Mary Jane Fate.[Los Bergts se divorciaron en 1977, y al año siguiente, el 23 de septiembre, se casó con un abogado hawaiano, William Crockett. Su matrimonio duró dos años y marcó un punto después del cual ella generalmente vivía en Hawái durante el invierno y en Alaska durante el verano.

## Muerte y legado
Laura Bergt Crockett murió el 14 de marzo de 1984 en Honolulu de insuficiencia renal. Sus restos fueron incinerados y se celebró un servicio el 25 de marzo en la Catedral de la Sagrada Familia en Anchorage. Es ampliamente recordada por facilitar las discusiones que dieron lugar a la redacción y liquidación de las reclamaciones de tierras de Alaska. Richards escribió en 1973 que la Federación de Nativos de Alaska y sus representantes lucharon por tener en cuenta sus reclamos de tierras durante años. Acreditó el nombramiento de Bergt en el Consejo Nacional de Oportunidades Indias como el catalizador para superar las diferencias entre los líderes nativos y convencer a la administración Nixon de que apoyara sus afirmaciones en 1971. En 1984, recibió póstumamente el Premio Frank Whaley inaugural de los Juegos Olímpicos Mundiales Esquimales de la India, que honra las contribuciones sobresalientes a la organización. En 2015, fue incluida en el Salón de la Fama de las Mujeres de Alaska en reconocimiento a sus contribuciones al estado.